# Lituania Menor
Lituania Menor (en lituano: Mažoji Lietuva; en alemán: Kleinlitauen; en polaco: Litwa Mniejsza; en ruso: Máлая Литвá) o Lituania Prusiana es una región histórico-etnográfica de Prusia y después de Prusia Oriental, donde los lituanos prusianos o Lietuvininkai vivían. Lituania Menor contiene la parte norte de esta provincia y obtuvo su nombre debido a la sustancial población de habla lituana.
Antes de la invasión de los caballeros teutónicos en el siglo XIII, la mayor parte del territorio conocido más adelante como «Lituania Menor» fue habitado por las tribus de los escalvianos y los nadruvianos. La región se despobló, en cierta medida durante la guerra entre Lituania y la Orden Teutónica. La guerra acabó con el Tratado de Melno y la región fue repoblada por los lituanos, los refugiados que volvían, y los pueblos bálticos indígenas restantes; el término Lituania Menor apareció por primera vez entre 1517 y 1526. Con la excepción de la región de Klaipėda, que se convirtió en un territorio bajo mandato de la Sociedad de Naciones en 1920 por el Tratado de Versalles y fue anexionada a Lituania de 1923 a 1939, la zona formó parte de Prusia hasta 1945. Hoy en día una pequeña parte de Lituania Menor se encuentra repartida dentro de las fronteras de la Lituania moderna y de Polonia, mientras que la mayor parte del territorio pertenece al óblast de Kaliningrado de Rusia.
Aunque no queda casi nada de la cultura original debido a la expulsión de los alemanes tras la Segunda Guerra Mundial, Lituania Menor ha ejercido una importante contribución a la cultura lituana en su conjunto. La forma estándar escrita del prusiano-lituano supuso el «esqueleto» del lituano moderno, evolucionando a través de personas cercanas a Stanislovas Rapalionis que se graduaron en la escuela de idiomas de Lituania establecida en Vilna. Entre ellos se incluyen los nombres notables de Abraomes Kulvietis y Martynas Mazvydas. Durante los años de la prohibición de la prensa en lituano, la mayoría de los libros lituanos impresos utilizando el alfabeto latino se publicaron en Lituania Menor.

## Terminología
El término Lituania Menor (Kleinlitauen en alemán) se aplica en la parte noreste de la antigua provincia de Prusia Oriental (unos 31.500 km²). Fue mencionado por primera vez como Kleinlittaw en la crónica prusiana de Simon Grunau a principios del siglo XVI (entre 1517 y 1526) y más tarde se repitió por otro cronista de Prusia, Lucas David. El término Lituania Menor se mencionó por primera vez durante el siglo XIX y se utilizó de forma más amplia durante el siglo XX, sobre todo entre los historiadores y etnógrafos.
El límite noreste de la zona de Prusia habitada por los lituanos era la frontera estatal entre Lituania y Prusia y la frontera norte estaba a lo largo del río Neman, pero el límite del suroeste no estaba claro. Así, el territorio de Lituania Menor se ha entendido de forma diferente según las partes de las zonas, podría ser:
- La zona limitada al sur por: M. Toeppen-A. La línea de Bezzenberger (de unos 11.400 km²) lo que es, más o menos, la zona de la antigua Provincia lituana administrativa (alrededor de 10.000 km²), donde la población fue casi en su totalidad de Lituania hasta los años 1709/1711.
- O la región antigia con la mayoría lituana real o con un importante porcentaje (aproximadamente de 17 a 18.000 km²).

## Cultura

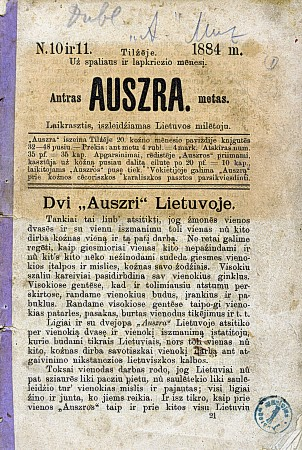
Aušra editado en Tilsit

El primer libro en lituano, preparado por Martynas Mažvydas, fue impreso en Königsberg en 1547, mientras que la primera gramática lituana, la Grammatica Litvanica de Daniel Klein, se imprimió allí en 1653.
Lituania Menor vivió y trabajó Kristijonas Donelaitis, pastor, poeta y autor de Las estaciones, obra que marca el comienzo de la literatura en lituano. Las estaciones ofrecía una real representación de la vida cotidiana en el campo en la Lituania prusiana.
La región fue un importante centro de la cultura lituana, que estaba siendo perseguida durante la ocupación de la Lituania propia por el Imperio ruso. Este territorio había sido sometido lentamente a un proceso de polonización, al formar parte de la República de las Dos Naciones, y posteriormente fue fuertemente rusificado también por parte del Imperio Ruso, especialmente durante la segunda mitad del siglo XIX. Durante la prohibición de la impresión en lituano por Rusia, entre 1864 y 1904, los libros lituanos fueron impresos en las ciudades de Prusia Oriental como Tilsit, Ragnit, Klaipėda y Königsberg, y de contrabando a Rusia por los knygnešiai, es decir, los contrabandistas de libros. Los primeros diarios en lengua lituana aparecieron en Lituania Menor, como el Aušra, editado por Jonas Basanavičius, sucedido por el periódico mensual Varpas, fundado por Vincas Kudirka. Ambos habían contribuido sobremanera a la recuperación nacional de Lituania del siglo XIX.